# Geoffroy de Saint-Belin
Pour les articles homonymes, voir Saint-Belin.
Geoffroy de Saint-Belin est un prélat français. Abbé de de Sept-Fontaines, de Lacrète puis évêque de Poitiers en 1577.

## Biographie
Geoffroy de Saint-Belin est abbé commendataire de Abbaye de Saint-Savin-sur-Gartempe en Poitou lorsqu'il est nommé évêque de Poitiers en mars 1577. Il prend possession de son siège épiscopal l'année suivante et l’administre pendant 35 ans « obscurément mais du moins consciencieusement » Il existe un tableau datant du XVIIe siècle conservé à la cathédrale Saint-Pierre de Poitiers où il est représenté avec Henri-Louis Chasteigner de La Roche-Posay.